# Compañía Petroquímica Jam
La Compañía Petroquímica Jam (en persa: شرکت پتروشیمی جم‎) es una empresa petroquímica iraní ubicada en Asaluyeh, en la provincia de Bushehr, fundada en el año 2000.

## Historia
Jam Petrochemical Company (JPC) fue fundada en el año 2000 como parte de la estrategia nacional de Irán para desarrollar su industria petroquímica y aprovechar los recursos del yacimiento de gas South Pars. JPC ocupa un terreno de 77 hectáreas en la Zona Económica Especial de Energía de Pars en Asaluyeh, en la provincia de Bushehr. Se estableció como parte del Tercer Plan de Desarrollo Económico de Irán, con el propósito de maximizar el potencial económico de los recursos de gas del yacimiento de South Pars. Conocida como el proyecto "Olefinas 10" dentro del marco de la Compañía Nacional Petroquímica de Irán, JPC se ha beneficiado de la proximidad a recursos esenciales, incluyendo materias primas, combustible e infraestructuras como puertos y carreteras. Esta ubicación estratégica facilita su presencia en los mercados nacionales e internacionales y apoya la transición de Irán hacia exportaciones no basadas en petróleo.

## Unidades y Productos
El complejo de producción de Jam Petrochemical Company incluye varias unidades especializadas que producen una amplia gama de productos petroquímicos. Las unidades clave incluyen las de olefinas, polietileno de alta densidad (HDPE), polietileno lineal de baja densidad (LLDPE), butadieno y buteno-1. Estas instalaciones convierten a JPC en uno de los mayores productores de olefinas a nivel mundial y en un proveedor importante de productos de polímeros en Irán. La cartera de productos de la empresa incluye diversas calidades de polietileno y otros derivados petroquímicos, dirigida hacia los mercados de Medio Oriente y otros mercados internacionales.

## Sanciones
En julio de 2022, el Departamento del Tesoro de los Estados Unidos sancionó a Jam Petrochemical Company como parte de las medidas para restringir la exportación de productos petroquímicos iraníes.